# Master of Psychology
O Master of Psychology  (muitas vezes abreviado Psy.M.  ou M.Psych. ) é um mestrado profissional no campo da Psicologia  .